# Peter Hernquist
Peter Hernqvist, född 8 maj 1726 i Härlunda socken, Västergötland,  död 18 december 1808 i Skara var en svensk professor och veterinär – den svenska veterinärmedicinens fader.

## Biografi
Hernqvist, som var son till rusthållaren Gunnar Jonsson i Skrelunda by, blev student vid Uppsala universitet 1750 och filosofie magister vid Greifswalds universitet 1756. Han ägnade sig därefter åt naturvetenskapliga studier i Uppsala och kom då i kontakt med Carl von Linné. Denne förmedlade ett anbud att bli professor i botanik vid Sankt Petersburgs universitet, men Hernquist avstod för att i stället 1763–1766 studera vid veterinärskolan i Lyon (som nyligen grundats av Claude Bourgelat) och arbetade därefter som lärare i Paris.
Han hemkallades av regeringen 1769 och fick i uppdrag att inrätta en svensk veterinärskola. Då medel till en sådan saknades, utnämndes han 1772 till lektor i matematik vid Skara gymnasium. Han fick även en pension, mot löfte att vart tredje år utbilda två veterinärelever. Han höll föreläsningar i veterinärvetenskap och lyckades till sist utverka en fastighet för en tilltänkt veterinärutbildning. Men han fick inte regeringens bifall förrän han lyckats bota en smittsam hästsjukdom. Därefter fick han kungens medgivande att grunda Sveriges första veterinärutbildning, som 1775 organiserades i form av Skara veterinärinrättning. År 1778 utsågs han till professor och verkade på Veterinärinrättningen fram till sin död 1808. Veterinärmuseet ligger idag i Brogården, Sveriges första veterinärskola.